# Francis Graille
Francis Graille, né le 25 avril 1955 au Puy-en-Velay (Haute-Loire), est un homme d'affaires français. Fils d’un employé de La Poste et d’une secrétaire médicale de l’hôpital Sainte-Marie, il a débuté comme instituteur avant de devenir correspondant local de l'AFP au Puy, puis responsable régional du groupe NRJ. Il découvrira la télévision à Télé Lyon Métropole où il est l'adjoint de Jérôme Bellay. Il fonde ensuite Concept TV puis Visual TV, société de production de télévision très liée à Canal +. Il cède son entreprise et entendait investir pour augmenter sa participation au capital du Paris Saint-Germain.
Francis Graille fut président du club de football du Lille OSC entre 1999 et 2002, puis président-délégué du Paris Saint-Germain à partir du 5 juin 2003. Vice-champion de France 2004 et vainqueur de la Coupe de France 2004, il est limogé le 2 mai 2005 et remplacé par Pierre Blayau.
Il oriente sa carrière à partir de 2006 vers la production cinématographique, en fondant la société HOLI FILMS.
Néanmoins, il reste attaché au sport puisque depuis février 2007, il est nommé directeur général de Sportfive rachetée en novembre 2006 par le groupe Lagardère Il intervient comme partenaire des instances sportives et des clubs dans le processus de valorisation de leurs droits (droits marketing et droits de diffusion à la télévision ou sur les autres plates-formes de distribution de contenu). Il quitte cependant Sportfive fin 2009.
Il s'inscrit au Trophée Lotus pour la saison 2012 et participe à sa première course en avril au circuit de Dijon Prenois.
Le 5 mai 2017, il est nommé administrateur de la SAS gérant le club de football de l'AJ Auxerre, club de Ligue 2. Il représente l'actionnaire majoritaire ORG Packaging.
Le 17 mai 2017, il est officiellement nommé président de l'AJ Auxerre par le conseil d'administration de la SAS gérant le club de Ligue 2. Lors de sa nomination, il se confie pour le site officiel de du club : « J’éprouve une grande fierté de me retrouver à la tête d’un club mythique du football français ; j’aborde cette tâche avec humilité mais aussi détermination pour amener le club à la place qui aurait dû toujours être la sienne, dans l’élite du football français ».

## Parcours dans le monde du football[7]
- Président du Lille OSC entre 1999 et 2002
- Président du Paris Saint-Germain entre 2003 et 2005
- Président de l'AJ Auxerre de 2017 à 2021